# جين هافوك
جين هافوك (بالإنجليزية: June Havoc)‏ (و. 1912 – 2010 م) هي ممثلة مسرحية، وممثلة تلفزيونية، ومخرجة مسرحية، وممثلة أفلام من الولايات المتحدة، وكندا، ولدت في فانكوفر، توفيت في مقاطعة فيرفيلد، عن عمر يناهز 98 عاماً، بسبب مرض.
.

## وصلات خارجية
- جين هافوك على موقع IMDb (الإنجليزية)
- جين هافوك على موقع ألو سيني (الفرنسية)
- جين هافوك على موقع ميوزك برينز (الإنجليزية)
- جين هافوك على موقع أول موفي (الإنجليزية)
- جين هافوك على موقع قاعدة بيانات برودواي على الإنترنت (الإنجليزية)
- جين هافوك على موقع قاعدة بيانات الأفلام السويدية (السويدية)
- جين هافوك على موقع إن إن دي بي (الإنجليزية)
- جين هافوك على موقع ديسكوغز (الإنجليزية)
- جين هافوك على موقع قاعدة بيانات الفيلم (الإنجليزية)
- جين هافوك على موقع كينوبويسك (الروسية)